# Csanádpalota
Csanádpalota is een stad (város) en gemeente in het Hongaarse comitaat Csongrád. Csanádpalota telt 3286 inwoners (2002). In 2009 werd de plaats bevorderd tot stad door een besluit van de President van Hongarije.

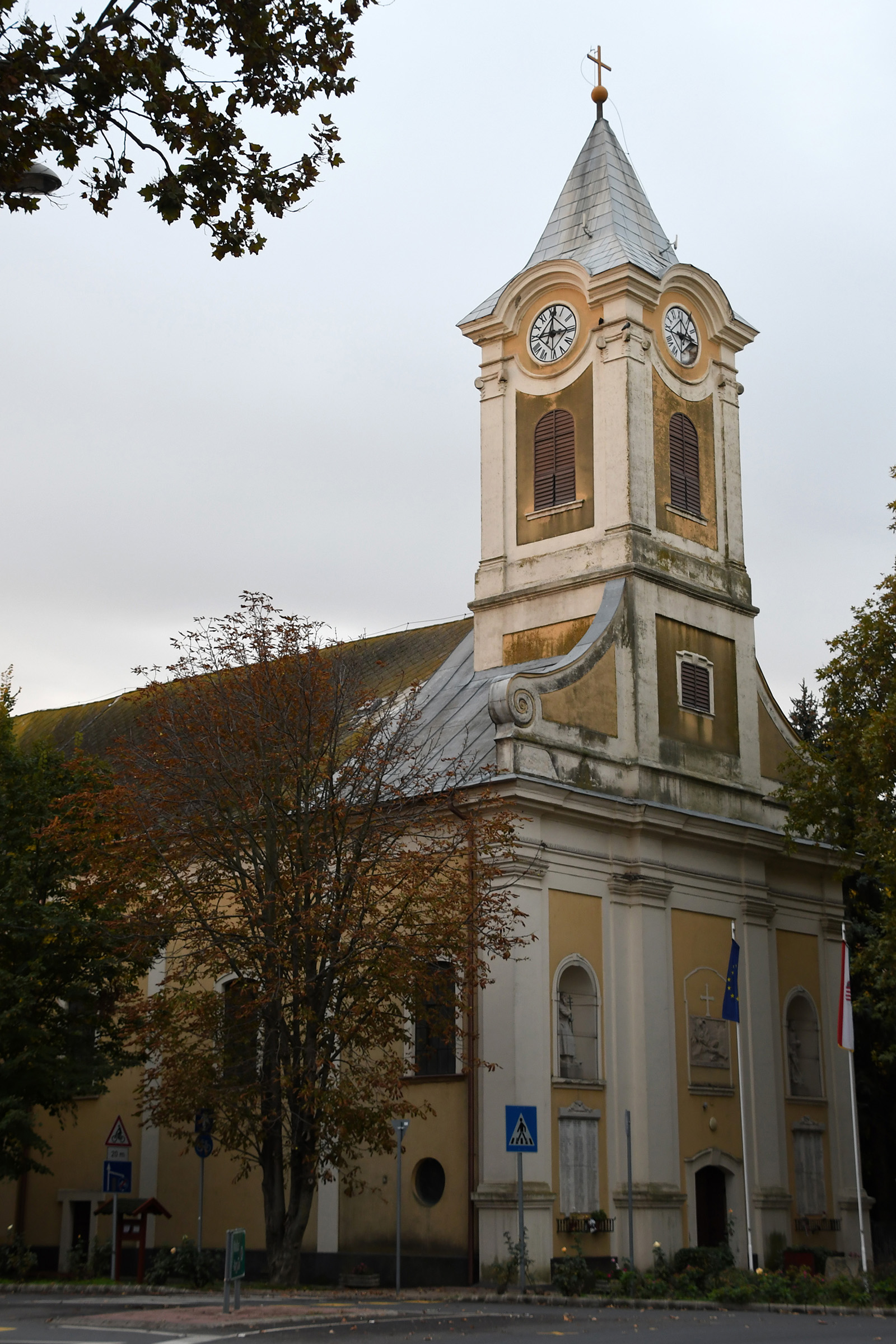
Kerk in Csanádpalota
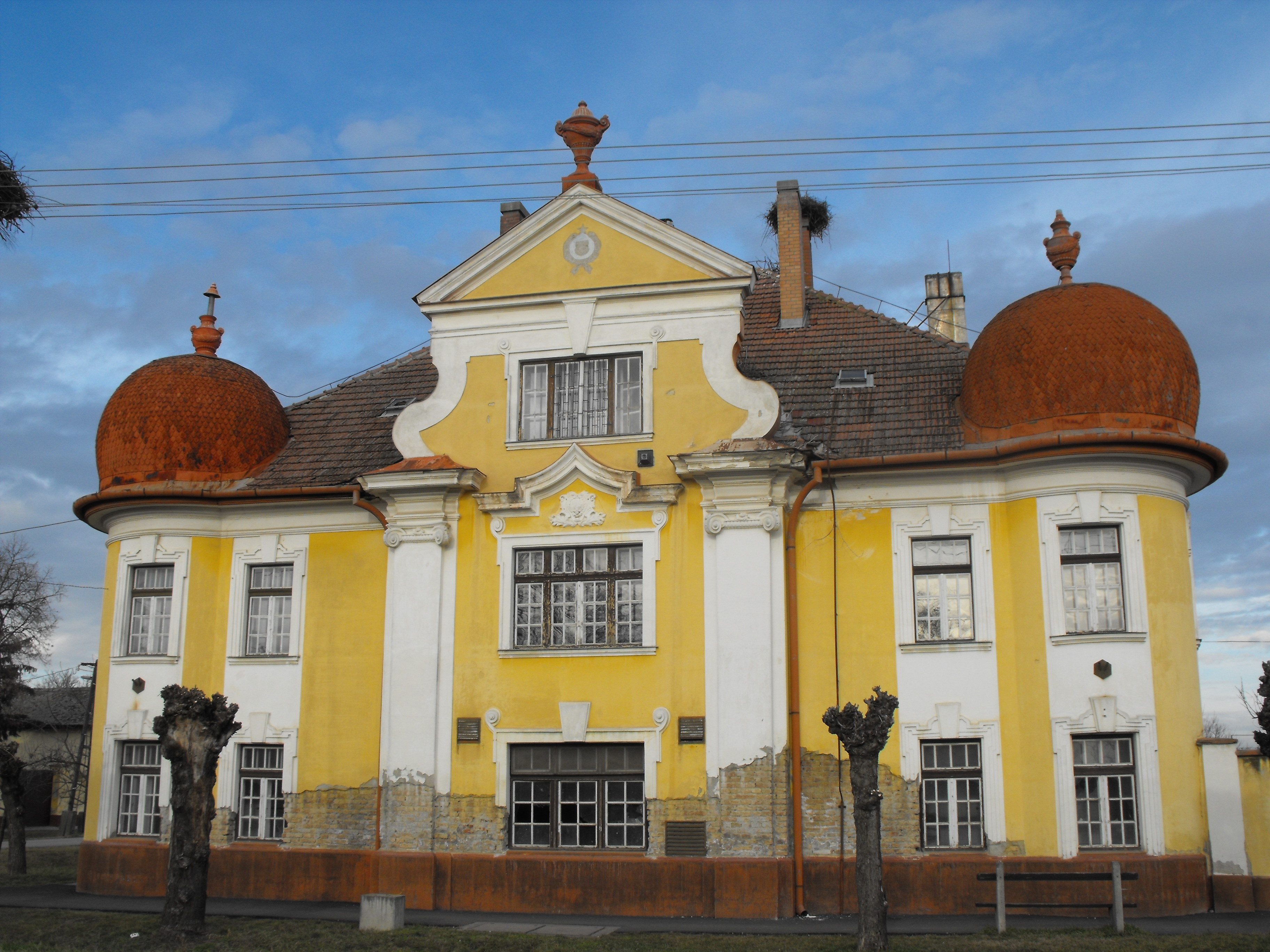
Gerechtsgebouw
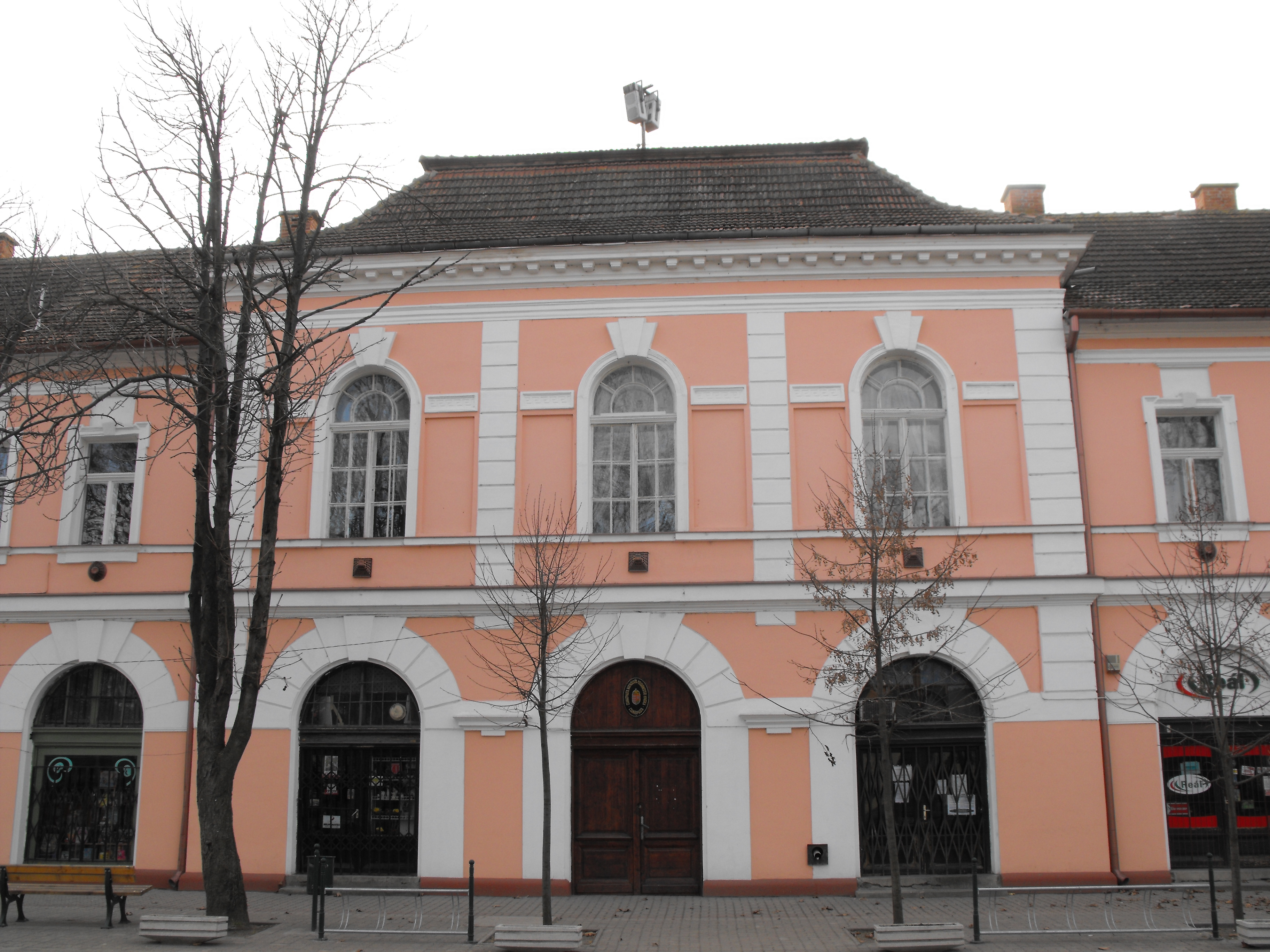
Gemeentehuis
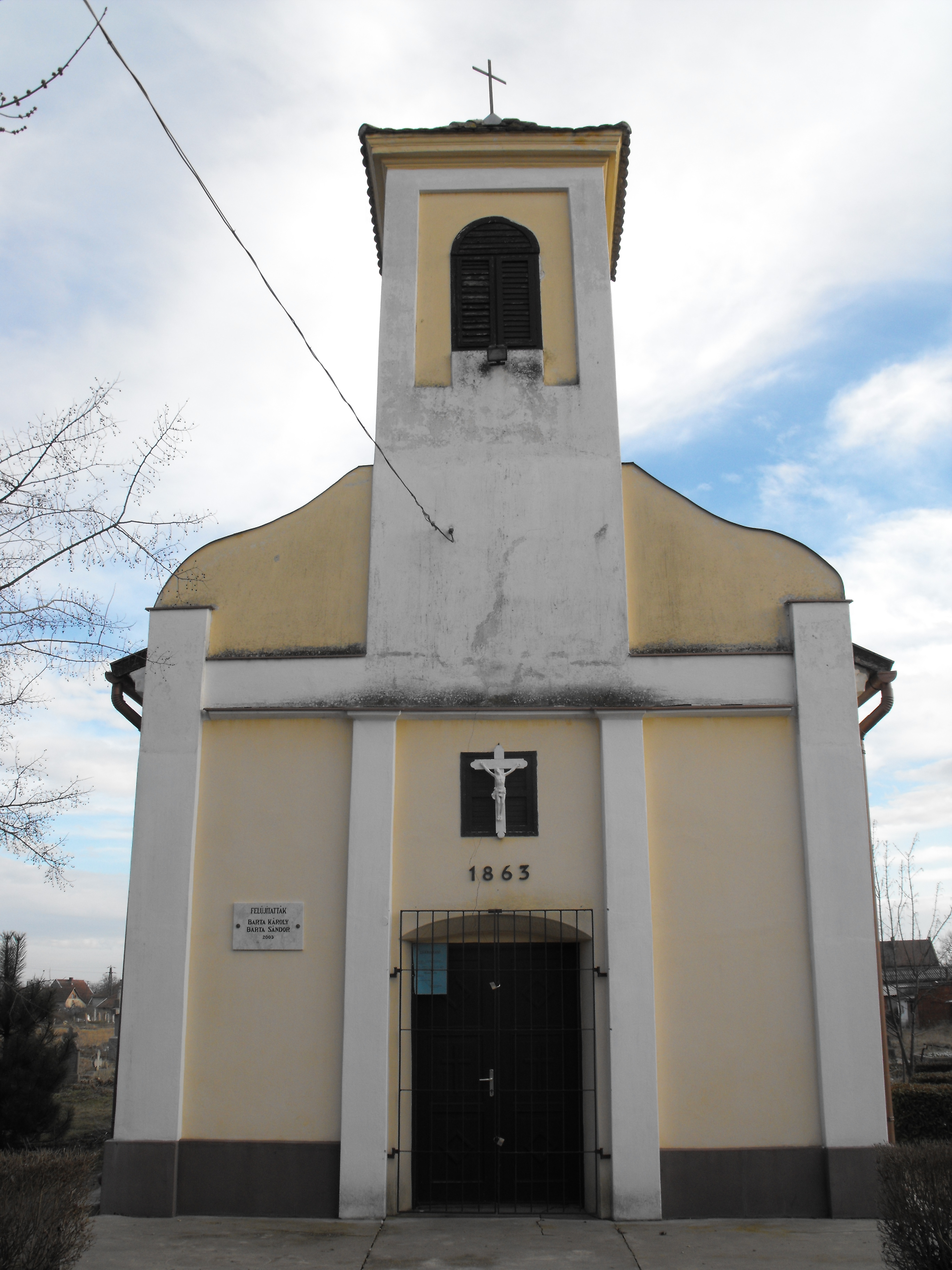
Kapel
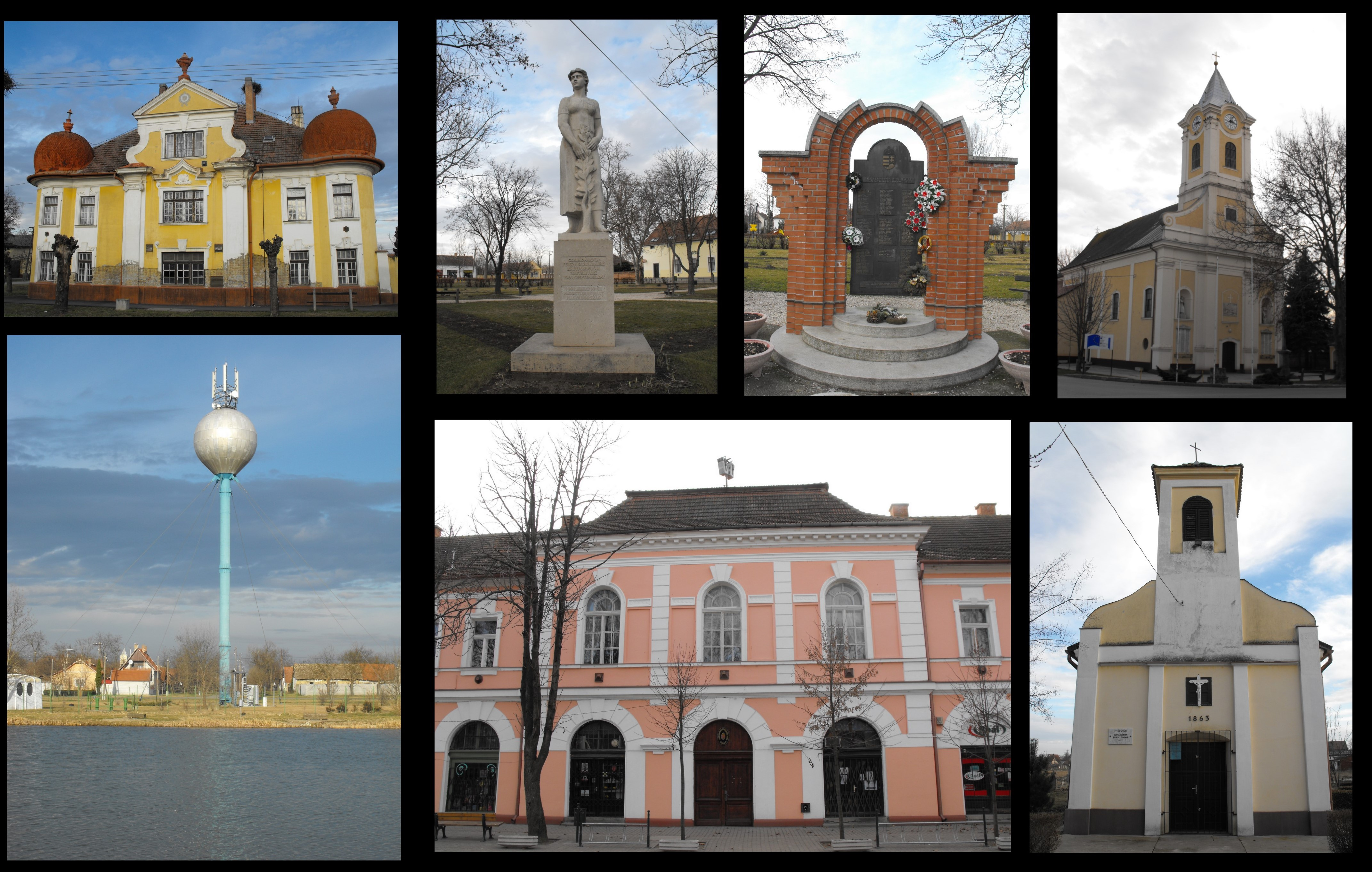
Csanádpalota